# Calcio a 5 ai III Giochi olimpici giovanili estivi
Il torneo di calcio a 5 ai III Giochi olimpici giovanili estivi si è disputato durante la III edizione dei Giochi olimpici giovanili estivi, che si è svolta a Buenos Aires, in Argentina nel 2018.

## Tornei
Ogni Comitato olimpico nazionale può partecipare solo in uno dei due tornei con una selezione di giocatori nati dopo il 1º gennaio 2000.

### Maschile
| Torneo di qualificazione                   | Date                          | Luogo         | Posti | Qualificate       |
| ------------------------------------------ | ----------------------------- | ------------- | ----- | ----------------- |
| Paese ospitante                            | -                             | -             | 1     | Argentina         |
| FIFA Futsal World Cup 2016                 | 10 settembre - 1 ottobre 2016 | Colombia      | 2     | Costa Rica Panama |
| AFC Under-20 Futsal Championship 2017      | 16 - 26 maggio 2017           | Thailandia    | 2     | Iran Iraq         |
| OFC Youth Futsal Tournament 2017           | 4 - 7 ottobre 2017            | Nuova Zelanda | 1     | Isole Salomone    |
| Torneo preolimpico UEFA                    | 1 - 4 novembre 2017           | Vari          | 2     | Russia Slovacchia |
| Torneo preolimpico CAF                     | 12 gennaio - 29 aprile 2018   | Vari          | 1     | Egitto            |
| CONMEBOL Under-18 Futsal Championship 2018 | 22 - 29 marzo 2018            | Paraguay      | 1     | Brasile           |
| Totale                                     |                               |               | 10    |                   |

### Femminile
| Torneo di qualificazione                            | Date                  | Luogo         | Posti | Qualificate                       |
| --------------------------------------------------- | --------------------- | ------------- | ----- | --------------------------------- |
| OFC Youth Futsal Tournament 2017                    | 4 - 7 ottobre 2017    | Nuova Zelanda | 1     | Tonga                             |
| Torneo preolimpico UEFA                             | 1 - 4 novembre 2017   | Vari          | 2     | Portogallo Spagna                 |
| Copa América 2017                                   | 22 - 29 novembre 2017 | Uruguay       | 2     | Bolivia Cile                      |
| Classifica mondiale femminile della FIFA (CAF)      | 23 marzo 2018         | -             | 1     | Camerun                           |
| Classifica mondiale femminile della FIFA (CONCACAF) | 23 marzo 2018         | -             | 2     | Trinidad e Tobago Rep. Dominicana |
| AFC Women's Futsal Championship 2018                | 3 - 12 maggio 2018    | Thailandia    | 2     | Giappone Thailandia               |
| Totale                                              |                       |               | 10    |                                   |

## Podi
| Evento                          | Oro        | Argento  | Bronzo |
| Calcio a 5 maschile (dettagli)  | Brasile    | Russia   | Egitto |
| Calcio a 5 femminile (dettagli) | Portogallo | Giappone | Spagna |